# Orlando Duarte (treinador)

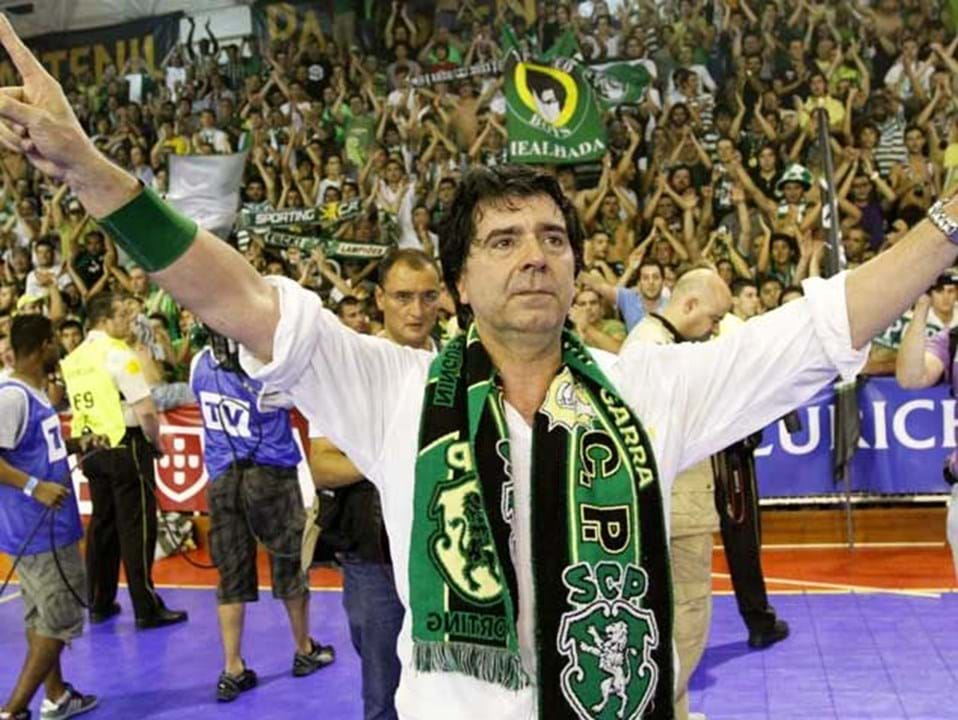
Orlando Duarte

Orlando Duarte iniciou sua carreira como treinador no Atlético de Portugal na temporada 1987/88, permanecendo até 1991/92. Na temporada seguinte, foi resgatado pela seção de Futsal do Sporting Clube de Portugal, seu clube do coração. Ao longo de nove temporadas à frente da equipe leonina, o técnico conquistou o Campeonato Nacional da 1ª Divisão em cinco ocasiões (1993 a 1995, 1999 e 2001) e foi Vice-campeão em outras três. Além disso, foi Campeão Distrital pelos Juniores A em três ocasiões.
Na temporada 2000/01, deixou o Sporting como Campeão Nacional para realizar seu sonho de ser Selecionador Nacional. Desde 1994 nos quadros da Federação Portuguesa de Futsal, Orlando Duarte contribuiu significativamente para o desenvolvimento do Futsal em Portugal, levando a Seleção Nacional a se destacar em grandes competições, como o terceiro lugar no Mundial  de 2000, na Guatemala, e o segundo lugar no Europeu de 2010, na Hungria. Após deixar a Seleção, recebeu o prêmio "Fernando Vaz" da Associação Nacional de Treinadores de Futsal pelo excelente trabalho à frente da equipe das quinas.
Dez anos depois, na temporada 2010/11, Orlando Duarte retornou ao Sporting com o objetivo prioritário de conquistar as quatro competições disputadas pela equipe verde e branca: Supertaça, Taça de Portugal, Taça UEFA e Campeonato Nacional. Logo no início da temporada, conquistou a Supertaça e, posteriormente, chegou à final da UEFA Futsal Cup, vencendo o Campeonato Nacional e a Taça de Portugal contra o eterno rival, o SL Benfica.
Ao final da temporada 2011/12, Orlando Duarte e o Sporting não renovaram o contrato, e o treinador deixou o clube, sendo substituído por Nuno Dias.[carece de fontes?]
| Épocas  | Jogos | Vitórias | Empates | Derrotas | Títulos     |
| ------- | ----- | -------- | ------- | -------- | ----------- |
| 1992/93 | 33    | 25       | 5       | 3        | CN          |
| 1993/94 | 32    | 28       | 2       | 2        | CN          |
| 1994/95 | 32    | 26       | 3       | 3        | CN          |
| 1995/96 | 32    | 18       | 5       | 9        |             |
| 1996/97 | 22    | 12       | 3       | 7        |             |
| 1997/98 | 46    | 35       | 6       | 5        |             |
| 1998/99 | 33    | 27       | 2       | 4        | CN          |
| 1999/00 | 36    | 28       | 2       | 6        |             |
| 2000/01 | 34    | 28       | 5       | 1        | CN          |
| 2010/11 | 50    | 40       | 4       | 6        | CN/TP/ST    |
| 2011/12 | 44    | 31       | 5       | 8        |             |
| Total   | 394   | 298      | 42      | 54       | 6CN/1SP/1TP |

## Refências
1. ↑  «Orlando Duarte estatísticas». AFA 2024. Consultado em 19 de janeiro de 2024